# 杨树湾子乡
杨树湾子乡，是中华人民共和国辽宁省葫芦岛市建昌县下辖的一个乡镇级行政单位。

## 行政区划
杨树湾子乡下辖以下地区：
前营子村、卡路营子村、河东村、顾家屯村、陈家屯村、李家屯村、赵家屯村、石洞子村和马河沟村。